# Pseudouridin
Pseudouridin (abgekürzt nach dem griechischen Buchstaben Psi, Ψ) ist ein natürlich vorkommendes Nukleosid. Es besteht aus der β-D-Ribose (Zucker) und der Nukleinbase Uracil. Pseudouridin ist ein Isomer des Uridins; Ψ-Synthasen katalysieren die Umlagerung.

## Geschichte
Pseudouridin (Ψ) wurde Anfang der 1950er-Jahre als erstes natürliches modifiziertes Nukleosid entdeckt und zählt zu den häufigsten modifizierten Nukleosiden. Es kommt insbesondere in tRNA in der TΨC-Schleife vor.

Eine tRNA^{Ala} aus S. cerevisiae. Pseudouridin ist hier mit Ψ gekennzeichnet und kommt an zwei Stellen vor.

## Eigenschaften
Pseudouridin bildet mit Adenosin ein Basenpaar.

Strukturformel eines A-Ψ-Basenpaars

Chemisch handelt es sich um ein C-Glycosid, bei dem die β-D-Ribose mit dem C5-Atom der Base Uracil verknüpft ist. Im Uridin dagegen ist die Ribose mit dem N1-Atom des Uracils verknüpft.
Pseudouridin wird erst nach der Transkription (posttranskriptional) aus Uridin gebildet. Diese Isomerisierung katalysieren Ψ-Synthasen, was in der Literatur als Pseudouridylation bezeichnet wird.

Pseudouridin (rechts) wird aus Uridin (links) durch eine Ψ-Synthase gebildet.

## Verwendung in modRNA
Pseudouridin wird neben anderen natürlich vorkommenden und nur in-vitro synthetisierten modifizierten Nukleosiden zur Synthese von modRNA verwendet. Im SARS-CoV-2-Impfstoff Tozinameran wurden alle Uracil-Nukleinbasen (beziehungsweise Uridine) durch das Pseudouridin-Derivat N1-Methylpseudouridin ersetzt (siehe auch Nukleosid-modifizierte mRNA).